# Fédération trinidadienne de rugby à XV
La Fédération trinidadienne de rugby à XV (officiellement en anglais : Trinidad and Tobago Rugby Union) est l'instance qui régit l'organisation du rugby à XV et du rugby à sept à Trinité-et-Tobago.

## Historique
La fédération est fondée en 1928.
Elle devient membre en novembre 1992 de l'International Rugby Board, organisme international du rugby.
Elle est également membre de la North America Caribbean Rugby Association, organisme nord-américain et caribéen du rugby, et du Comité olympique de Trinité-et-Tobago.
La fédération change d'identité après la pandémie de Covid-19, devenant la Trinidad and Tobago Rugby Union en février 2022.

## Logo

Évolution du logo
Logo abandonné en 2022.
Logo depuis 2022.

## Présidents
Parmi les personnes se succédant au poste de président de la fédération, on retrouve :
- élue en 2021 : Maria Thomas[7]